# (11588) Gottfriedkeller
(11588) Gottfriedkeller (1994 UZ12) – planetoida z pasa głównego asteroid okrążająca Słońce w ciągu 5,69 lat w średniej odległości 3,19 j.a. Odkryta 28 października 1994 roku.